# Magyarország a 2023-as rövid pályás úszó-Európa-bajnokságon
Magyarország a romániai Otopeniben megrendezett 2023-as rövid pályás úszó-Európa-bajnokság egyik részt vevő nemzete. A csapatba az olimpiai A-szintesek, a junior Európa-bajnokok, illetve Sós Csaba magyar szövetségi kapitány által meghatározott kvalifikációs szintet (A 2021-es Eb 8. helyezettjének ideje) teljesítők kerülhettek be. Rasovszky Kristóf és Betlehem Dávid az bajnokság előtti hétvégén a nyílt vízi világkupán szerepelt, így ők nem indultak. Ugyancsak távolmaradt Sárkány Zalán, Sebestyén Dalma és Mihályvári-Farkas Viktória, akik a nagypályás szezonra készültek. Ezenkívül nem indult még Kapás Boglárka és Zombori Gábor sem. A hátúszó Kovács Benedek még Magyarországon pozitív koronavírustesztet produkált, ezért nem utazott ki a versenyre.

## Érmesek
| Érem  | Versenyző         | Versenyszám          | Dátum             |
| ----- | ----------------- | -------------------- | ----------------- |
| Ezüst | Szabó Szebasztián | Férfi 50 m gyors     | 2023. december 7. |
| Ezüst | Szabó Szebasztián | Férfi 50 m pillangó  | 2023. december 9. |
| Bronz | Késely Ajna       | Női 800 m gyors      | 2023. december 6. |
| Bronz | Késely Ajna       | Női 1500 m gyors     | 2023. december 8. |
| Bronz | Márton Richárd    | Férfi 200 m pillangó | 2023. december 8. |

## Eredmények

### Férfi
| Versenyző                                               | Versenyszám    | Előfutam   | Előfutam   | Előfutam   | Elődöntő | Elődöntő | Elődöntő | Döntő   | Döntő    |
| Versenyző                                               | Versenyszám    | Idő        | Hely.      | Össz.      | Idő      | Hely.    | Össz.    | Idő     | Helyezés |
| ------------------------------------------------------- | -------------- | ---------- | ---------- | ---------- | -------- | -------- | -------- | ------- | -------- |
| Holló Balázs                                            | 400 m gyors    | 3:42,13    | 7.         | 14.        |          |          |          | kiesett | kiesett  |
| Holló Balázs                                            | 200 m pillangó | 1:56,75    | 6.         | 11.        | 1:54,73  | 5.       | 10.      | kiesett | kiesett  |
| Holló Balázs                                            | 200 m vegyes   | 1:57,55    | 3.         | 11.        | 1:55,60  | 5.       | 7.       | 1:56,84 | 8.       |
| Holló Balázs                                            | 400 m vegyes   | 4:08,96    | 4.         | 6.         |          |          |          | 4:05,75 | 4.       |
| Jászó Ádám                                              | 50 m gyors     | 21,77      | 1.         | 24.        | kiesett  | kiesett  | kiesett  | kiesett | kiesett  |
| Jászó Ádám                                              | 100 m gyors    | nem indult | nem indult | nem indult | kiesett  | kiesett  | kiesett  | kiesett | kiesett  |
| Jászó Ádám                                              | 50 m hát       | 24,31      | 8.         | 22.        | kiesett  | kiesett  | kiesett  | kiesett | kiesett  |
| Jászó Ádám                                              | 100 m hát      | 51,74      | 6.         | 15.        | 51,50    | 7.       | 14.      | kiesett | kiesett  |
| Jászó Ádám                                              | 200 m hát      | 1:55,02    | 7.         | 17.        | 1:57,69  | 7.       | 16.      | kiesett | kiesett  |
| Kovács Benedek                                          | 100 m hát      | nem indult | nem indult | nem indult | kiesett  | kiesett  | kiesett  | kiesett | kiesett  |
| Kovács Benedek                                          | 200 m hát      | nem indult | nem indult | nem indult | kiesett  | kiesett  | kiesett  | kiesett | kiesett  |
| Márton Richárd                                          | 100 m gyors    | 49,31      | 9.         | 30.        | kiesett  | kiesett  | kiesett  | kiesett | kiesett  |
| Márton Richárd                                          | 200 m gyors    | nem indult | nem indult | nem indult | kiesett  | kiesett  | kiesett  | kiesett | kiesett  |
| Márton Richárd                                          | 100 m pillangó | 52,08      | 6.         | 18.        | 51,42    | 6.       | 12.      | kiesett | kiesett  |
| Márton Richárd                                          | 200 m pillangó | 1:54,95    | 1.         | 2.         | 1:53,25  | 3.       | 6.       | 1:52,12 |          |
| Nell Olivér                                             | 50 m gyors     | 22,02      | 3.         | 31.        | kiesett  | kiesett  | kiesett  | kiesett | kiesett  |
| Nell Olivér                                             | 50 m pillangó  | 23,46      | 4.         | 23.        | kiesett  | kiesett  | kiesett  | kiesett | kiesett  |
| Németh Nándor                                           | 100 m gyors    | 46,88      | 2.         | 5.         | 46,42    | 4.       | 5.       | 46,08   | 5.       |
| Németh Nándor                                           | 200 m gyors    | 1:44,57    | 3.         | 11.        | 1:43,45  | 5.       | 6.       | 1:42,69 | 6.       |
| Szabó Szebasztián                                       | 50 m gyors     | 21,32      | 4.         | 9.         | 20,87    | 2.       | 3.       | 20,74   |          |
| Szabó Szebasztián                                       | 50 m pillangó  | 22,40      | 1.         | 2.         | 21,86    | 1.       | 1.       | 21,96   |          |
| Szabó Szebasztián Nell Olivér Jászó Ádám Márton Richárd | 4 × 50 m gyors | 1:26,43    | 1.         | 5.         |          |          |          | 1:25,71 | 5.       |

### Női
| Versenyző                                                       | Versenyszám    | Előfutam   | Előfutam   | Előfutam   | Elődöntő | Elődöntő | Elődöntő | Döntő    | Döntő    |
| Versenyző                                                       | Versenyszám    | Idő        | Hely.      | Össz.      | Idő      | Hely.    | Össz.    | Idő      | Helyezés |
| --------------------------------------------------------------- | -------------- | ---------- | ---------- | ---------- | -------- | -------- | -------- | -------- | -------- |
| Flück Nóra                                                      | 800 m gyors    | 8:30,48    | 2.         | 4.         |          |          |          | 8:26,96  | 4.       |
| Flück Nóra                                                      | 1500 m gyors   | 16:08,42   | 4.         | 6.         |          |          |          | 16:03,42 | 5.       |
| Jackl Vivien                                                    | 400 m vegyes   | 4:41,12.   | 6.         | 10.        |          |          |          | kiesett  | kiesett  |
| Jakabos Zsuzsanna                                               | 200 m pillangó | 2:10,47    | 4.         | 12.        | 2:08,74  | 5.       | 9.       | kiesett  | kiesett  |
| Jakabos Zsuzsanna                                               | 400 m vegyes   | 4:36,52    | 4.         | 6.         |          |          |          | 4:32,87  | 4.       |
| Késely Ajna                                                     | 400 m gyors    | 4:04,44    | 3.         | 5.         |          |          |          | 4:05,96  | 7.       |
| Késely Ajna                                                     | 800 m gyors    | 8:21,51    | 2.         | 3.         |          |          |          | 8:18,73  |          |
| Késely Ajna                                                     | 1500 m gyors   | 15:55,94   | 2.         | 2.         |          |          |          | 15:51,34 |          |
| Késely Ajna                                                     | 400 m vegyes   | 4:42,64    | 8.         | 14.        |          |          |          | kiesett  | kiesett  |
| Komoróczy Lora Fanni                                            | 50 m gyors     | 25,54      | 6.         | 35.        | kiesett  | kiesett  | kiesett  | kiesett  | kiesett  |
| Komoróczy Lora Fanni                                            | 50 m hát       | 27,02      | 4.         | 8.         | 26,47    | 2.       | 4.       | 26,59    | 6.       |
| Komoróczy Lora Fanni                                            | 100 m hát      | 59,88      | 6.         | 20.        | kiesett  | kiesett  | kiesett  | kiesett  | kiesett  |
| Komoróczy Lora Fanni                                            | 50 m pillangó  | 26,76      | 10.        | 26.        | kiesett  | kiesett  | kiesett  | kiesett  | kiesett  |
| Komoróczy Lora Fanni                                            | 100 m pillangó | 1:01,49    | 10.        | 30.        | kiesett  | kiesett  | kiesett  | kiesett  | kiesett  |
| Molnár Dóra                                                     | 200 m gyors    | 1:59,13    | 7.         | 26.        | kiesett  | kiesett  | kiesett  | kiesett  | kiesett  |
| Molnár Dóra                                                     | 100 m hát      | 59,41      | 5.         | 16.        | 59,03    | 6,       | 10.      | kiesett  | kiesett  |
| Molnár Dóra                                                     | 200 m hát      | 2:06,31    | 3.         | 7.         | 2:05,85  | 4.       | 9.       | kiesett  | kiesett  |
| Nagy Napsugár                                                   | 400 m gyors    | 4:10,75    | 5.         | 16.        |          |          |          | kiesett  | kiesett  |
| Nagy Napsugár                                                   | 800 m gyors    | 8:41,75    | 5.         | 10.        |          |          |          | kiesett  | kiesett  |
| Nagy Napsugár                                                   | 1500 m gyors   | 16:26,37   | 5          | 9.         |          |          |          | kiesett  | kiesett  |
| Pádár Nikolett                                                  | 100 m gyors    | 53,91      | 6.         | 14.        | 53,70    | 7.       | 14.      | kiesett  | kiesett  |
| Pádár Nikolett                                                  | 200 m gyors    | 1:55,54    | 4.         | 5.         | 1:53,51  | 1.       | 2.       | 1:54,09  | 4.       |
| Senánszky Petra                                                 | 50 m gyors     | 24,47      | 6.         | 12.        | 24,39    | 7.       | 14.      | kiesett  | kiesett  |
| Senánszky Petra                                                 | 100 m gyors    | 54,23      | 7.         | 22.        | kiesett  | kiesett  | kiesett  | kiesett  | kiesett  |
| Szabó-Feltóthy Eszter                                           | 200 m gyors    | 1:59,13    | 1.         | 26.        | kiesett  | kiesett  | kiesett  | kiesett  | kiesett  |
| Szabó-Feltóthy Eszter                                           | 50 m hát       | 28,68      | 9.         | 26.        | kiesett  | kiesett  | kiesett  | kiesett  | kiesett  |
| Szabó-Feltóthy Eszter                                           | 200 m hát      | 2:07,02    | 2.         | 11.        | 2:06,58  | 5.       | 10.      | kiesett  | kiesett  |
| Szabó-Feltóthy Eszter                                           | 200 m vegyes   | 2:13,16    | 6.         | 12.        | 2:12,55  | 6.       | 11.      | kiesett  | kiesett  |
| Ugrai Panna                                                     | 50 m gyors     | 25,24      | 9.         | 31.        | kiesett  | kiesett  | kiesett  | kiesett  | kiesett  |
| Ugrai Panna                                                     | 100 m gyors    | 53,90      | 5.         | 13.        | 53,47    | 6.       | 12.      | kiesett  | kiesett  |
| Ugrai Panna                                                     | 200 m gyors    | nem indult | nem indult | nem indult | kiesett  | kiesett  | kiesett  | kiesett  | kiesett  |
| Ugrai Panna                                                     | 100 m pillangó | 57,71      | 2.         | 6.         | 57,12    | 3.       | 5.       | 57,59    | 8.       |
| Ugrai Panna                                                     | 100 m vegyes   | 1:01,62    | 8.         | 20.        | kiesett  | kiesett  | kiesett  | kiesett  | kiesett  |
| Ugrai Panna Komoróczy Lora Fanni Senánszky Petra Pádár Nikolett | 4 × 50 m gyors | 1:39,28    | 3.         | 7.         |          |          |          | 1:38,49  | 6.       |

### Vegyes számok
| Versenyző                                                              | Versenyszám    | Előfutam | Előfutam | Előfutam | Elődöntő | Elődöntő | Elődöntő | Döntő   | Döntő    |
| Versenyző                                                              | Versenyszám    | Idő      | Hely.    | Össz.    | Idő      | Hely.    | Össz.    | Idő     | Helyezés |
| ---------------------------------------------------------------------- | -------------- | -------- | -------- | -------- | -------- | -------- | -------- | ------- | -------- |
| Szabó Szebasztián Jászó Ádám Senánszky Petra Ugrai Panna (Nell Olivér) | 4 × 50 m gyors | 1:30,91  | 3.       | 4.       |          |          |          | 1:30,24 | 5.       |